# رافنسبورغ
رافنسبورغ (بالألمانية: Ravensburg) هي Grosse Kreisstadt، مدينة وبلدة ألمانية تقع في ألمانيا في بادن-فورتمبيرغ. يقدر عدد سكانها بـ 47,690 نسمة .

## المدن التوأمة
مدن مونتيليمار، Coswig، برست (برست)، ريفولي (مدينة) وفارازدين هي مدن توأمة لـرافنزبورغ.

## أعلام
- كارل إرب
- عمر توبراك
- جيرهارد لانغ
- أنجلينكا باك
- إيمانويل بوتشمان
- كارل برتش
- هاينريش التاسع، دوق بافاريا